# Ken Loach
Kenneth (Ken) Loach (Nuneaton, 17 juni 1936) is een Brits filmregisseur, bekend door zijn sociaal realistische stijl en socialistische thema's. Hij heeft ook veel televisiefilms gemaakt.

## Biografie
Hij studeerde recht aan de Universiteit van Oxford. Hij begon als acteur in het theater, maar begon docudrama's te regisseren voor tv in het begin van de jaren 60, meer bepaald het sociaal invloedrijke Cathy Come Home (1966). In de late jaren 60 schakelde hij over naar films, en maakte Kes, het verhaal van een jongen in moeilijkheden en zijn torenvalk, gebaseerd op de roman A Kestrel for a Knave door Barry Hines.
De jaren '70 en '80 waren minder succesrijk, zijn films leden onder slechte distributie, gebrek aan interesse en politieke censuur. De film The Save the Children Fund Film (1971) werd gemaakt in opdracht van het Save the Children Fund, maar ze waren er zo ontevreden mee, dat ze het negatief wilde laten vernietigen. De film is tot op vandaag nog nooit publiek vertoond. Hij kreeg ook de opdracht van Channel 4 om A Question of Leadership te maken, een documentaire over de Britse mijnwerkersstaking van 1984/85. Het programma werd echter om politieke redenen achtergehouden door Channel 4.
In de jaren negentig kwam Loach weer in vorm, met een reeks populaire films, zoals Ladybird Ladybird (over een vrouw wier kind afgenomen wordt door de sociale dienst), Raining Stones (over een koppel met schulden dat bedreigd wordt door incasso-agenten), Land and Freedom (over de Spaanse Burgeroorlog), Bread and Roses (over gastarbeiders in de VS), en The Navigators (over de privatisering van de spoorwegen).
Hij was op 7 september 2018 een van de tientallen artiesten uit allerlei landen die zijn handtekening zette onder een open brief in de Engelse krant The Guardian gericht aan de organisatoren van het Eurovisiesongfestival dat in 2019 in Israël gehouden moest gaan worden, de winnaar van 2018. In de brief vraagt men dringend het  songfestival in een ander land te houden waar de mensenrechten beter geëerbiedigd worden: Zolang de Palestijnen geen vrijheid, gerechtigheid en gelijke rechten genieten, kan er geen sprake zijn van "business as usual" met een staat die hen hun basisrechten onthoudt.
Hij won drie keer een prijs op het Filmfestival van Cannes.

## Filmografie
- 1967: Poor Cow
- 1969: Kes
- 1971: The Save the Children Fund Film
- 1971: Family Life
- 1979: Black Jack
- 1980: The Gamekeeper
- 1981: Looks and Smiles
- 1984: Which Side Are You On?
- 1986: Fatherland
- 1990: Hidden Agenda
- 1991: Riff-Raff
- 1993: Raining Stones
- 1994: Ladybird Ladybird
- 1995: Land and Freedom
- 1995: A Contemporary Case for Common Ownership
- 1996: Carla's Song
- 1997: The Flickering Flame
- 1998: My Name Is Joe
- 2000: Bread and Roses
- 2001: The Navigators
- 2002: Sweet Sixteen
- 2002: 11'09"01 September 11 (segment)
- 2004: Ae Fond Kiss...
- 2005: Tickets (segment)
- 2006: The Wind That Shakes the Barley
- 2007: It's a Free World...
- 2009: Looking for Eric
- 2010: Route Irish
- 2012: The Angels' Share
- 2013: The Spirit of '45
- 2014: Jimmy's Hall
- 2016: I, Daniel Blake
- 2019: Sorry We Missed You
- 2023: The Old Oak